# Обница
Обница је река дугачка 25 km која извире испод Медведника и недалеко од Ваљева, код брда Видрак, састаје се са реком Јабланицом са којом гради реку Колубару. По И. Дуриданову, Обница – Обна, носи име још из илирског периода, али А. Лома претпоставља да је Обница реч келтског порекла по речи Abona – река, која се јавља на многим местима у Европи.